# Ingrid Daubechies
Baroneasa Ingrid Daubechies (n. 17 august 1954 la Houthalen-Helchteren) este un matematician și fizician belgian.
În 1996 se mută în SUA.
În perioada 2004 - 2011 a fost profesoară la Universitatea Princeton.
Începând cu 2011 este profesoară la Duke University.
Este cunoscută pentru contribuțiile aduse în teoria micilor oscilații.
În 1993 devine membru al „Academiei Americane de Artă și Știință”.
În 2012 i se decernează titlul de baroneasă din partea lui Albert al II-lea al Belgiei.
La 1 ianuarie 2011 este prima femeie care ajunge la conducerea Uniunii Matematice Internaționale.
1. ↑  Ingrid Daubechies, SNAC, accesat în 9 octombrie 2017
2. ↑  CONOR.SI[*] Verificați valoarea |titlelink= (ajutor)
3. ↑   http://fds.duke.edu/db/aas/math/faculty/ingrid/, accesat în 12 noiembrie 2017 Lipsește sau este vid: |title= (ajutor)
4. 1 2 3 4   https://belgium.inspiringfifty.org/news/inspiring-fifty-belgium-ingrid-daubechies Lipsește sau este vid: |title= (ajutor)
5. ↑   https://ece.duke.edu/faculty/ingrid-daubechies Lipsește sau este vid: |title= (ajutor)
6. ↑   https://www.macfound.org/fellows/class-of-1992/ingrid-daubechies Lipsește sau este vid: |title= (ajutor)
7. ↑   https://web.archive.org/web/20170705012856/http://www.upmc.fr/fr/universite/histoire_et_personnalites/les_docteurs_honoris_causa/dhc_2005.html Lipsește sau este vid: |title= (ajutor)
8. ↑   http://www.nasonline.org/programs/awards/mathematics.html, accesat în 12 noiembrie 2017 Lipsește sau este vid: |title= (ajutor)
9. ↑   https://awm-math.org/awards/awm-fellows/2019-awm-fellows/, accesat în 5 decembrie 2022 Lipsește sau este vid: |title= (ajutor)
10. ↑   https://www.siam.org/prizes-recognition/fellows-program/all-siam-fellows?page=1, accesat în 17 iulie 2021 Lipsește sau este vid: |title= (ajutor)
11. ↑   https://www.aaas.org/news/aaas-members-elected-fellows-0 Lipsește sau este vid: |title= (ajutor)
12. ↑   https://www.ams.org/prizes-awards/pabrowse.cgi?parent_id=26 Lipsește sau este vid: |title= (ajutor)
13. ↑   https://www.ams.org/prizes-awards/pabrowse.cgi?parent_id=27 Lipsește sau este vid: |title= (ajutor)
14. ↑   https://www.agenciasinc.es/Noticias/Cuatro-matematicos-ganan-el-Premio-Princesa-de-Asturias-de-Investigacion-Cientifica-y-Tecnica-2020 Lipsește sau este vid: |title= (ajutor)
15. ↑   https://www.uhasselt.be/UH/OverUHasselt/feiten-en-cijfers/Eredoctoraten-lijst.html Lipsește sau este vid: |title= (ajutor)
16. ↑   https://belgium.inspiringfifty.org/inspiringfifty2020 Lipsește sau este vid: |title= (ajutor)
17. ↑   https://www.ens-lyon.fr/actualite/lecole/retour-sur-la-ceremonie-dhc-du-pr-ingrid-daubechies Lipsește sau este vid: |title= (ajutor)
18. ↑   http://www.ams.org/news?news_id=1680, accesat în 24 noiembrie 2022 Lipsește sau este vid: |title= (ajutor)
19. ↑   http://www.ams.org/fellows_by_year.cgi?year=2013, accesat în 24 noiembrie 2022 Lipsește sau este vid: |title= (ajutor)
20. ↑   https://kvab.be/nl/prijzen/gouden-penning Lipsește sau este vid: |title= (ajutor)
21. ↑   https://wolffund.org.il/2023/02/07/ingrid-daubechies/ Lipsește sau este vid: |title= (ajutor)
22. ↑   https://royalsociety.org/people/ingrid-daubechies-36736/ Lipsește sau este vid: |title= (ajutor)
23. ↑   https://www.whitehouse.gov/briefing-room/statements-releases/2025/01/03/president-biden-honors-nations-leading-scientists-technologists-and-innovators/ Lipsește sau este vid: |title= (ajutor)